# Mykolas Majauskas
Mykolas Majauskas (ur. 19 grudnia 1981 w Wilnie) – litewski ekonomista, polityk i samorządowiec, poseł na Sejm Republiki Litewskiej.

## Życiorys
W 2000 podjął studia ekonomiczne na Uniwersytecie Wileńskim, studiował także prawo i zarządzanie na Uniwersytecie Michała Römera. Wkrótce wyjechał do Australii, gdzie na University of Sydney ukończył studia z zakresu ekonomii i finansów. Pracował w firmie doradczej Cushman & Wakefield w Australii i Wielkiej Brytanii, a od 2006 w bankowości inwestycyjnej w grupie Barclays w Londynie. W 2008 powrócił na Litwę, przez cztery lata pełnił funkcję doradcy premiera Andriusa Kubiliusa do spraw finansowych i gospodarczych. Później zajął się prowadzeniem własnej działalności gospodarczej w branży konsultingowej, w 2013 utworzył litewskie przedstawicielstwo Światowego Forum Ekonomicznego.
Zaangażował się w działalność polityczną w ramach Związku Ojczyzny. W 2015 był kandydatem partii na mera Wilna, uzyskał wówczas mandat radnego miejskiego. W wyborach w 2016 z ramienia konserwatystów został wybrany do Sejmu Republiki Litewskiej. W 2020 z powodzeniem ubiegał się o poselską reelekcję. W listopadzie 2022 został wykluczony z partii za nieprzestrzeganie dyscypliny w głosowaniu nad budżetem. W 2023 bez powodzenia kandydował na urząd mera Wilna, w tym samym roku zrezygnował z zasiadania w parlamencie.